# Jiří Smejkal
Jiří Smejkal (* 5. November 1996 in Budweis) ist ein tschechischer Eishockeyspieler, der seit 2024 beim HC Pardubice in der tschechischen Extraliga unter Vertrag steht.

## Karriere
Jiří Smejkal begann beim HC České Budějovice in seiner Heimatstadt mit dem Eishockeysport. Beim KHL Junior Draft 2013 wurde er vom KHL Medveščak Zagreb in der vierten Runde als insgesamt 139. Spieler gezogen, blieb aber zunächst noch in Budweis. 2014 wechselte Smejkal zu den Moose Jaw Warriors, die ihn beim CHL Import Draft 2014 an insgesamt zwölfter Position gedraftet hatten. Er spielte insgesamt eineinhalb Jahre für das Team aus Saskatchewan in der Western Hockey League, bevor er im Januar 2016 zum Ligakonkurrenten Kamloops Blazers wechselte.
2016 wechselte er dann doch zu seinem KHL-Draftverein. Aber bereits im Februar 2017 verließ er die Kroaten nach nur 26 Spielen wieder und kehrte nach Tschechien zurück, wo er (unterbrochen von einer Leihzeit bei Piráti Chomutov) bis 2020 beim HC Sparta Prag in der Extraliga auf dem Eis stand. Nach zwei Jahren in Finnland und einem beim schwedischen IK Oskarshamn, wechselte er in die Organisation der Ottawa Senators. Für die Kanadier absolvierte er 20 Spiele in der National Hockey League. Außerdem kam er zu 54 Einsätzen für deren Farmteam Belleville Senators in der American Hockey League. Seit 2024 spielt er beim HC Pardubice wieder in der Extraliga.

### International
Smejkal spielte für sein Heimatland erstmals beim Europäischen Olympischen Winter-Jugendfestival 2013 im rumänischen Brașov. Später trat er mit der tschechischen U18-Auswahl an der Weltmeisterschaft 2014, als der Vizeweltmeistertitel gewonnen wurde, sowie mit der U20-Mannschaft bei den Titelkämpfen 2016 an.
Mit den tschechischen Herren nahm er an den Weltmeisterschaften 2021, 2022, als die Bronzemedaille erzielt wurde, und 2023 teil. Zudem vertrat er seine Farben bei den Olympischen Winterspielen in Peking 2022.

## Erfolge und Auszeichnungen
- 2014 Silbermedaille bei der U18-Weltmeisterschaft
- 2022 Bronzemedaille bei der Weltmeisterschaft

## Karrierestatistik
Stand: Ende der Saison 2023/24

### International
Vertrat Tschechien bei:
| - Europäisches Olympisches Winter-Jugendfestival 2013 - U18-Weltmeisterschaft 2014 - U20-Weltmeisterschaft 2016 - Weltmeisterschaft 2021 | - Olympischen Winterspielen 2022 - Weltmeisterschaft 2022 - Weltmeisterschaft 2023 |

(Legende zur Spielerstatistik: Sp oder GP = absolvierte Spiele; T oder G = erzielte Tore; V oder A = erzielte Assists; Pkt oder Pts = erzielte Scorerpunkte; SM oder PIM = erhaltene Strafminuten; +/− = Plus/Minus-Bilanz; PP = erzielte Überzahltore; SH = erzielte Unterzahltore; GW = erzielte Siegtore; 1 Play-downs/Relegation; Kursiv: Statistik nicht vollständig)